# Bernardston
Bernardston är en kommun (town) i Franklin County i delstaten Massachusetts, USA. Vid folkräkningen år 2010 bodde 2 129 personer på orten. Den har enligt United States Census Bureau en area på totalt 60,6 km², allt är land.

## Kända personer från Bernardston
- Bryant Butler Brooks, politiker